# Agrana
Agrana est un groupe agroalimentaire autrichien qui est présent dans les secteurs du sucre (marché de la consommation et industrie alimentaire : boissons, confiserie..), de l'amidon (amidon, fécule et dérivés, bioéthanol) et des fruits (concentré de jus de fruits, préparations de fruits pour l'industrie des produits laitiers, la pâtisserie et les crèmes glacées). Le groupe réalise un chiffre d'affaires global d'environ 2 milliards d'euros et emploie 8000 personnes dont 2000 en Autriche.
Agrana est principalement un fournisseur de l'industrie agroalimentaire internationale, avec une activité limitée vers les consommateurs finaux. 
Une de ses marques grand public les plus connues est Wiener Zucker (sucre). 
Agrana exploite environ 50 sites de production dans le monde, principalement en  Europe (Autriche, France, Hongrie, Pologne, Roumanie, Ukraine) et en Amérique du Nord (États-Unis et Mexique).

## Historique
Le 12 juillet 2018, Agrana rachète 49% du capital de l'Algérien Elafruits, leader de la préparation de fruits en Algérie.

## Groupe
Le groupe Agrana comprend trois branches industrielles: 

### Sucre: Agrana Zucker GmbH

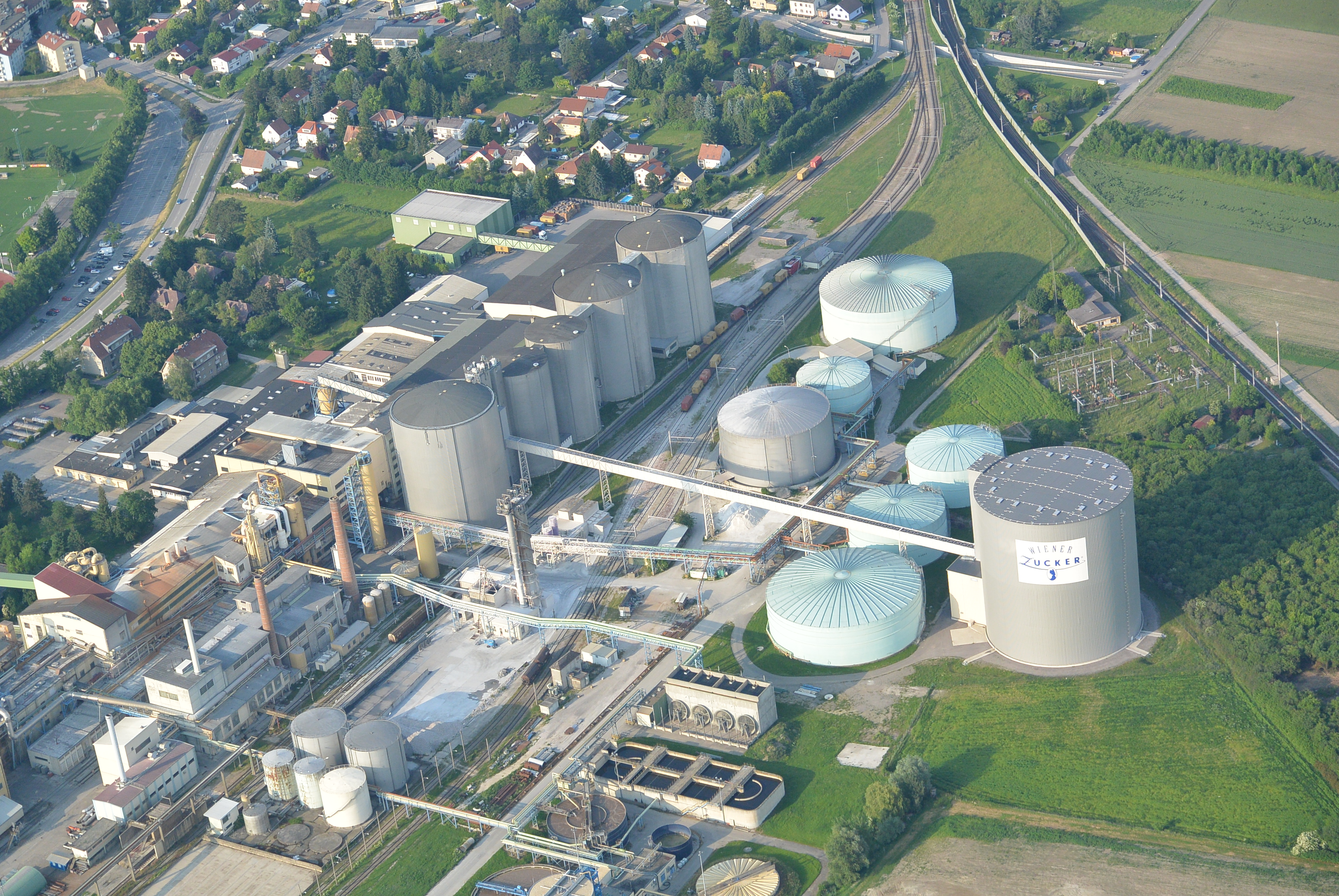
Raffinerie de sucre à Tulln

- 10 sites de production en Europe centrale ;
- principales filiales : Moravskolezské Cukrovary (République tchèque), Magyar Cukor (Hongrie), Slovenské Cukrovary (Slovaquie), Studen-Agrana (Bosnie-Herzégovine), Agrana Romania (Roumanie) ;
- chiffre d'affaires : 684 millions d'euros ;
- effectif salarié : 2336 ;
- transformation : environ 4,7 millions de tonnes de betterave à sucre et 180 000 tonnes de sucre brut.

### Amidon: Agrana Stärke GmbH
- cinq sites de production en Europe centrale ;
- principales filiales : AGFD Tandarei (Roumanie), Hungrana (Hongrie), Agrana Bioethanol (Autriche) ;
- chiffre d'affaires : 499 millions d'euros ;
- effectif salarié : 880 ;
- transformation : environ 190 000 tonnes de pommes de terre féculières et 820 000 tonnes de maïs.

### Fruits: Agrana J & F Holding GmbH
- 37 sites de production dans le monde ;
- principales filiales : Agrana Fruit (France), Agrana Juice (Autriche) ;
- chiffre d'affaires : 806 millions d'euros ;
- effectif salarié : 4 711 ;
- transformation : environ 940 000 tonnes de fruits.

## Actionnaires
Le capital d'Agrana est détenu à hauteur de 75,5 % par la société Z&S Zucker und Stärke Holding AG (Z&S). Cette société est elle-même détenue à parts égales par le groupe Südzucker (Allemagne) et par ZBG (Zucker-Beteiligungsgesellschaft m.b.H.,(Autriche). ZBG, à son tour est détenue à hauteur de 80 % par la banque coopérative de Basse Autriche, Raiffeisenlandesbank Niederösterreich-Wien AG (groupe Raiffeisen Zentralbank), qui possède également  environ 10 % du capital de Südzucker. 
Le reste du capital, soit 24,5 %, est flottant, dont plus de 10 % appartenant à la société Prudential plc (Londres).

## Liens  externes
- (de) Agrana, site officiel.
- (en) Présentation du groupe Agrana.